# Стара резиденція губернатора Луїзіани
Стара резиденція губернатора Луїзіани (англ. Old Louisiana Governor's Mansion) — маєток губернатора штату Луїзіана розташовується в Батон-Руж і використовувався в період з 1930 по 1961 рр. Після того як Х'юї Лонг став губернатором штату виявилось, що старий будинок губернатора кишить термітами і вирішили збудувати новий.
За модель взяли резиденцію президента США — Білий дім у Вашингтоні.
Проте після завершення будівництва Лонг відмовився переселитись в маєток і після інавгурації продовжував жити в готелі «Гейдельберг» у Батон-Руж, а його родина залишилася вдома в Шрівпорті. 

Будівництво вартувало майже $150000. Будинок був розкішно обставлений і слугував резиденцією губернаторів до 1961 р.

У 1963 р. було збудовано Нову резиденцію губернатора Луїзіани, на схід від Капітолія Луїзіани.